# Handicap race
Een handicap race is een race waar alle paarden een handicap meekrijgen in de vorm van extra gewicht op hun rug. Hoeveel kilogram een paard meekrijgt wordt vastgesteld door de handicapper, die aan de hand van de resultaten die de paarden in het verleden hebben behaald, het gewicht zo probeert vast te stellen dat de kans het grootst is dat alle paarden tegelijkertijd over de eindstreep komen. 